# Anton Makarenko
Anton Semjonovič Makarenko (Антон Семенович Макаренко), (1888. – 1939.) je ukrajinski i sovjetski pedagog i pisac, jedan od utemeljitelja sovjetske pedagogije. 

## Život i rad
Makarenko je napisao nekoliko knjiga, od kojih je najpoznatija Pedagoška poema  (Педагогическая поэма), priča o odgoju u sirotištu Kolonija Gorki, Zastave na kulama, Metodika nastavnog rada.  Razradio je teoriju i metodologiju odgoja djece u kolektivnom duhu, a jedan je od utemeljitelja uvođenja svrhovitog rada u odgojno-obrazovni proces.

## Vanjske poveznice
UNESCO - Makarenko  Arhivirana inačica izvorne stranice od 24. rujna 2015. (Wayback Machine)